# Hofanlage Im Rusch 1
Die Hofanlage Im Rusch 1 in der niedersächsischen Gemeinde Vollersode-Friedensheim wurde zur Mitte des 19. Jahrhunderts gebaut. Aktuell (2025) wird sie zum Wohnen und gewerblich genutzt.
Das Gebäude steht unter Denkmalschutz (siehe auch Liste der Baudenkmale in Vollersode).

## Geschichte und Beschreibung
Die Gemeinde Vollersode wurde erstmals 1185 als Valdersha erwähnt und ist heute Teil der Samtgemeinde Hambergen. Im Ort stehen eine Reihe von Hofanlagen in Einzellagen.
Die Hofanlage auf großem Areal besteht aus
- dem eingeschossigen traufständigen Wohn- und Wirtschaftsgebäude von um 1850 als Zweiständer-Hallenhaus in Fachwerk mit Steinausfachungen, mit reetgedecktem Krüppelwalmdach mit Fledermausgaube, Uhlenloch und Grooter Door mit Korbbogen; der Wohnteil wurde massiv in Backstein erneuert; im Walm des Wirtschaftsgiebels befindet sich eine deutlich spätere (nach 1982) ungewöhnliche gaubenähnliche Ausbuchtung für Fenster (zuvor Ladeluke) im Obergeschoss,[2]
- der giebelständigen Scheune von um 1850 in Fachwerk mit Steinausfachungen und Walmdach sowie Querdurchfahrt; eine Giebelwand wurde massiv in Backstein erneuert,[3]
- der kleinen Remise als Gefügebau in Holz mit ziegelgedecktem Satteldach.[4]

Das Landesdenkmalamt befand u. a.: „…  beispielhafter Schau- und Zeugniswert …“